# هارولد كامينغز
هارولد كامينغز (بالإسبانية: Harold Cummings)‏ (و. 1992  م) هو لاعب كرة قدم، من بنما، ولد في مدينة بنما، يلعب كمُدَافِع.

## روابط خارجية
- هارولد كامينغز على موقع الاتحاد الدولي (مؤرشف)  (الإنجليزية)
- هارولد كامينغز على موقع الدوري الأمريكي (الإنجليزية)
- هارولد كامينغز على موقع قاعدة بيانات كرة القدم.إي يو (الإنجليزية)
- هارولد كامينغز على موقع ناشيونال فوتبول تيمز (الإنجليزية)
- هارولد كامينغز على موقع Soccerway.com (الإنجليزية)
- هارولد كامينغز على موقع عالم كرة القدم.نت (الإنجليزية)
- هارولد كامينغز على موقع AS.com (الإسبانية)